# Margarinotus nilgirianus
Margarinotus nilgirianus är en skalbaggsart som först beskrevs av Desbordes 1920.  Margarinotus nilgirianus ingår i släktet Margarinotus och familjen stumpbaggar. Inga underarter finns listade i Catalogue of Life.